# حصار سوسة (1053)
حصار سوسة (1053), هو نزاع حصل بين أهل سوسة والدولة الزيرية.

## الخلفية
قبل انطلاق الغزو الهلالي حصل صلح بين أهل سوسة و أهل القيروان, و بعد هزيمة المعز الساحقة انسحب إلى القيروان و أصبح من الصعب على الدولة الزيرية حماية مدنها و رعاياها, فتباعاً لاستقلال توزر وقفصة قررت سوسة الخروج و الاستقلال أيضا, و بدأت برفض دفع الخراج له و قالوا "نحن أولى به لنذبّ عن بلدنا" و ماتت أخت المعزّ, أم العلو لديهم, فأخذوا ما أورثته, و رفضوا أن يسلموه جثتها, فتعجب المعز و أرسل من يسأل فردوا على رُسله: كيف ندفع له أموالاً نتقوّى بها نحن على مدافعته وحربه ؟ و هنا قرر المعز الرد بحزم.

## المعركة
أرسل المعز أسطولا كبيراً هاجم مرسى سوسة واحرق نيفاً وستين مركبا, فرد أهل سوسة بأن اعتدوا على القيروانيين في سوسة و أخذوا أموالهم و أهانوهم, فأرسل المعز ١٠٠ فارس و أمرهم أن يحاصروا سوسة مع الأسطول, و لكن قدّر الله أن حاكم صقليّة ابن الثمنة أخرج قواته البحرية هو الآخر, فخاف ألاسطول الباديسي و انسحب الى المهدية, و لم يدري المعز بذلك فاستمرت الفرقة العسكرية الصغيرة التي أرسلها في طريقها, و عندما وصلوا لم يجدوا الأسطول و علموا بان الأسطول قد انسحب, و استغل أهل سوسة و حلفائهم من العرب ذلك, فأدخولهم إلى المدينة و أثخنوا فيهم و جالوا فيهم بالقتل, ثم علقوا رئوسهم في السور, و حسب شهود اعتمدهم ابن شرف فأن عدد الرئوس وصلت شيئا و خمسين رئساً, أما بقية الجنود فقد تأخروا بسبب ضعف في دوابهم, و لما سمعوا بما حصل لزملائهم رجعوا سالمين للقيروان.

## العواقب
أثبتت هذه المعركة ضعف السلطة المركزية, و اتجاه تقاعس السلطة الي أصبحت في حالة انحلال, تأسس في المدينة مجلس أعيان مكلف بإدارة الشؤون البلدية والتفاوض مع الغزاة إن اقتضى الأمر و حماية الناس و مصالحهم, و هو أشبه بنظام الجماعة البربرية. بعد سنتين حصلت مشاكل أخرى بسبب تواجد سفير الخلافة العباسية, أبي الفضل محمد بن عبد الواحد البغدادي الدرامي, و يبدوا أن أهل سوسة أسائوا معاملته, ففتن بينهم و كما يصف ابن بسّام «وتركهم فرقتين: قيسية ويمنية. وأوقع في نفوسهم أنّ الحرب قائمة بين هاتين القبيلتين إلى يوم القيامة» و لم ينتهي هذا النزاع إلى أن استرجع تميم بن المعز المدينة, أما المبعوث العباسي قد سافر إلى الدولة الحمادية و شهد حروب بلكين بن محمد بن حماد ثم نزل بطائفة دانية في الأندلس.